# Synagoga Ju Aw w Heracie
Synagoga Ju Aw w Heracie – synagoga znajdująca się w Heracie w Afganistanie w dzielnicy Momanda, którą nazywano Majalla-ji Musahija, co znaczy dzielnica żydowska.
Budynek synagogi skupiony jest wokół dziedzińca. W okresie konfliktów w XX wieku Żydzi opuścili miasto i synagoga pozostała opuszczona, została również uszkodzona w wyniku działań wojennych.
Używany był jako siedziba szkoły podstawowej, w 2009 roku został odnowiony staraniem afgańskich działaczy we współpracy z Aga Khan Foundation. Od tego czasu synagoga była sporadycznie użytkowna przez Żydów.
Wewnątrz zachowała się cenna polichromia i sztukaterie w stylu perskim.
Niedaleko synagogi istnieje również cmentarz żydowski.